# Carlo Ellena
Carlo Ellena (* 28. März 1938 in Valperga) ist ein italienischer Geistlicher und emeritierter Bischof von Zé Doca.

## Leben
Carlo Ellena empfing am 27. März 1965 die Priesterweihe für das Erzbistum Turin. 1974 ging er als Fidei-Donum-Priester nach Brasilien, in die damalige Prälatur Cândido Mendes.
Papst Johannes Paul II. ernannte ihn am 18. Februar 2004 zum Bischof von Zé Doca. Der Erzbischof von Turin, Severino Kardinal Poletto, spendete ihm am 12. Juni desselben Jahres die Bischofsweihe; Mitkonsekratoren waren Paulo Eduardo Andrade Ponte, Erzbischof von São Luís do Maranhão, Affonso Felippe Gregory, Bischof von Imperatriz, Walmir Alberto Valle IMC, Altbischof von Zé Doca, und Luís d’Andrea OFMConv, Bischof von Caxias do Maranhão.
Papst Franziskus nahm am 23. Juli 2014 seinen altersbedingten Rücktritt an.